# Protestantismus in Polen
Der Protestantismus in Polen ist mit etwa 110.000 Mitgliedern heute eine kleine Minderheit.

## Evangelische Kirchen und Gemeinschaften
In Polen gibt es folgende evangelische Kirchen und Gemeinschaften (Stand 2012):
- Evangelisch-Augsburgische Kirche in Polen (Lutheraner) (61.738 Mitglieder, Mitglied des ÖRK)
- Pfingstkirchen (22.429 Mitglieder)
- Siebenten-Tags-Adventisten (9.654 Mitglieder)
- Christliche Kirche der Guten Botschaft (5.500 Mitglieder)
- Neuapostolische Kirche (5.151 Mitglieder)
- Baptistische Kirchen in Polen (4.864 Mitglieder, Mitglied des ÖRK)
- Evangelisch-methodistische Kirche (4.352 Mitglieder, Mitglied des ÖRK)
- Church of God in Christ (4.140 Mitglieder)
- Evangelisch-Reformierte Kirche in Polen (Calvinisten) (3.488 Mitglieder, Mitglied des ÖRK)

sowie weitere Gemeinschaften.

## Geschichte
Die Geschichte der evangelischen Christen in Polen beschreibt die Entwicklung im Territorium des jeweiligen polnischen Staates. Die evangelisch geprägten Gebiete Pommern und Schlesien werden daher für die Zeit bis 1945 nicht berücksichtigt.

### Ausbreitung des Protestantismus im 16. Jahrhundert

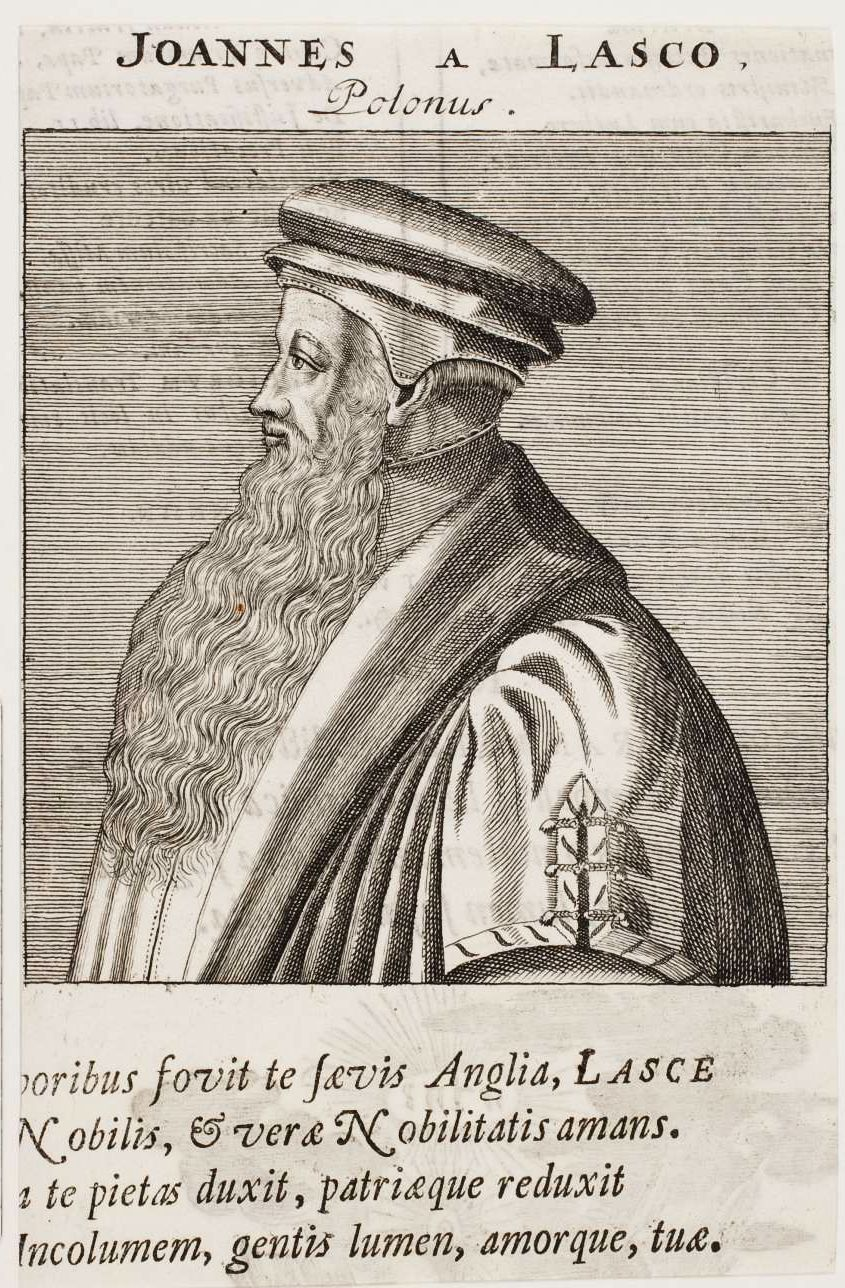
Jan Łaski, der wichtigste polnische Reformator

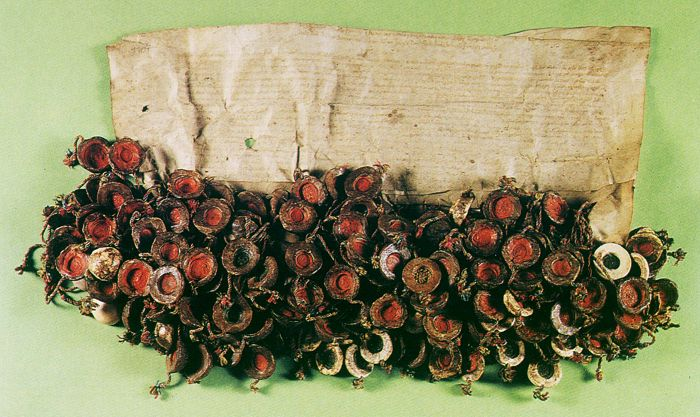
Toleranzedikt von 1573

Wahrscheinlich wurden bereits 1518 in Danzig die ersten lutherischen Predigten gehalten.
Reformatorische Ideen breiteten sich in Polen vor allem in den Städten Königlich-Preußens und Großpolens aus, aber z. B. auch unter den deutschsprachigen Stadtbewohnern der kleinpolnischen Städte, 1522 wurde Marcin Beier aus Biecz und Priester von Binarowa zur ersten beklagten und zu Gefängnis verurteilten Person Polen-Litauens wegen des Verdachts der Förderung der Lehre von Martin Luther. Anfangs wurde diese Ideen vom Bürgertum, Gelehrten, einzelnen Adligen und Teilen der einfachen Bevölkerung getragen. Sie waren verbunden mit der Kritik an sozialen Missständen und am Klerus im Land.
Unter König Sigismund I. wurde die Ausbreitung durch mehrere Edikte erschwert, da dieser strikt am katholischen Bekenntnis festhielt. Im Ordensland Preußen, das lehnsrechtlich zur polnischen Krone gehörte, führte Hochmeister  Albrecht 1535 die Reformation als erster Landesherr überhaupt ein.
Der neue  König Sigismund II. August stand ab 1548 der Religionsfreiheit wesentlich offener gegenüber, sodass sich zahlreiche Adlige nun offen zum Protestantismus bekannten. In Litauen  und Kleinpolen nahmen zahlreiche Adlige die reformierte (calvinistische) Konfession an und gründeten Gemeinden in ihren Gütern. Auch Wiedertäufer und Böhmische Brüder ließen sich im Königreich Polen nieder. Es entstanden ebenfalls Gemeinden der Sozinianer und Arianer. 1555 kam es in Kozminek zu einer Vereinigungssynode von Reformierten und Böhmischen Brüdern; dem Zusammenschluss folgten bald die Lutheraner. Insgesamt kam es jedoch nicht zu einer dauerhaften Einigung.
Die reformatorischen Ideen förderten die Verbreitung der polnischen und litauischen Schriftsprache, da die Prediger die Muttersprache der Gläubigen gebrauchten. 1553 erschien das Neue Testament in polnischer Sprache, 1561 die Übersetzung der Confessio Augustana und 1563 die ganze Bibel (Brester Bibel oder Radziwill-Bibel). Mit Mikołaj Rej entstand eine polnischsprachige Literatur.
Die protestantischen Adligen erreichten eine Mehrheit im Sejm, was sich in den Gesetzen zur Druck- und Konfessionsfreiheit, der Aufhebung der kirchlichen Zensur und der kirchlichen Gerichte zeigte. Es gelang ihnen jedoch nicht, den König zum Übertritt zum evangelischen Glauben zu bewegen. Dessen liberale Haltung führte jedoch dazu, dass es in Polen-Litauen im 16. Jahrhundert anders als in anderen europäischen Ländern zu keinen gewaltsamen konfessionellen Auseinandersetzungen kam.
Die Konföderation von Warschau beschloss 1573 ein Toleranzedikt, das allen Personen in Polen-Litauen freie Religionsausübung und gleiche Rechte zusicherte. Dieses gilt heute als herausragendes Zeugnis religiöser Toleranzpolitik.

### Gegenreformation 1575–1795
Die Könige Stephan Báthory und Sigismund III. förderten zwischen 1575 und 1632 die Gegenreformation. Sie wurde maßgeblich von den Jesuiten getragen.
Ein Gesetz von 1717 schränkte die Religionsausübung und staatsbürgerliche Rechte für nichtkatholische Christen in Polen-Litauen erheblich ein. In Thorn kam es 1724 zu einer Hinrichtung von evangelischen Geistlichen und Bürgern. Dieses Ereignis ging als Thorner Blutgericht in die Geschichte ein. 1730 und 1734 wurde weitere Gesetze erlassen.
Nach der Thronbesteigung von König Stanisław II. August im Jahre 1764 gab es verstärkte Bemühungen der Protestanten für eine Erlangung der Gleichberechtigung in der Republik, unterstützt von den protestantischen Staaten Preußen, Schweden, Dänemark und England, sowie von der russischen Zarin Katharina II., die diese Rechte auch für die orthodoxe Minderheit einforderte.
1767 kam es zur Bildung der protestantischen Konföderation von Thorn sowie der Konföderation von Sluzk durch protestantische und orthodoxe Adlige aus dem litauischen Teil.
1768 wurde durch den Sejm der Traktat von Warschau beschlossen, der eine weitgehende freie Religionsausübung in Polen-Litauen gewährleistete. Jedoch kam es daraufhin zu heftigem Widerstand von katholischer Seite, besonders in der Konföderation von Bar, die teilweise gewalttätig gegen Protestanten vorging.

### Polen in der Zeit der Teilung 1795–1918
Von 1772 bis 1795 wurde Polen zwischen Preußen, Russland und Österreich aufgeteilt. In den preußischen Provinzen Westpreußen und Posen wurde die evangelische Kirche eine wichtige Institution, auch durch den Zuzug vieler Deutscher.
1888 wurde die Kirchenagende vom Warschauer Evangelisch-Augsburgischen Konsistorium herausgegeben, 1891 die ganze Agende in polnischer Sprache. 1920 wurde die Evangelisch-Theologische Fakultät der Universität Warschau gegründet.

### Zweite Polnische Republik 1919–1939
Nach dem Ersten Weltkrieg wurden die evangelischen Kirchengemeinden der vormaligen Kirchenprovinz Posen, die bis dahin zur altpreußisch-unierten Landeskirche gehört hatte, als Unierte Evangelische Kirche in Polen (Kościół Ewangelicko-Unijny w Polsce) unter Generalsuperintendent Paul Blau selbständig. Dem staatlich oktroyierten Versuch, die Kirche dem Warschauer Konsistorium zu unterstellen, widersetzte sich die Unierte Evangelische Kirche.
Die bis dahin altpreußischen Kirchengemeinden in der Woiwodschaft Pommerellen schlossen sich 1923 dieser Unierten Evangelischen Kirche mit dann 290.470 Mitgliedern (Stand 1936) und Sitz in Posen an.
Zugewanderte polnischsprachige Lutheraner aus den vormals zu Russland und Österreich gehörenden Teilen Polens gründeten einzelne lutherische Kirchengemeinden in Bromberg, Dirschau, Gdingen, Graudenz, Posen und Thorn, die zur Evangelisch-Augsburgischen Kirche in Polen gehörten und in Freundschaft zu den Altlutheranern standen, die ihnen Gastrecht in ihren Kirchen gewährten.
Die vormals zur Evangelisch-Lutherischen Kirche in Preußen gehörigen Altlutheraner im polnischen Abtretungsgebiet der ehemaligen Provinzen Posen und Westpreußen, etwa 4.000 meist deutschsprachige Mitglieder, bildeten 1920 die Evangelisch-Lutherische Kirche in Polen (Kościół Ewangelicko-Luterański w Polsce; ab 1926 Evangelisch-Lutherische Kirche in Westpolen/Kościół Ewangelicko-Luterański w Polsce Zachodniej in Abgrenzung zur Evangelisch-Augsburgischen Kirche in Polen). Nach Posen und Pommerellen zuziehende deutschsprachige lutherische Polen aus Galizien und vormals Russisch Polen schlossen sich oft den Altlutheranern an.
Die 17 evangelischen Kirchengemeinden der Kirchenprovinz Schlesien im 1922 abgetretenen Ostoberschlesien bildeten 1923 die Unierte Evangelische Kirche in Polnisch Oberschlesien (Kościół Ewangelicko-Unijny na Polskim Górnym Śląsku) mit etwa 30.000 Mitgliedern und Sitz in Kattowitz. Die vorher zur Evangelischen Kirche A. u. H. B. in Österreich gehörenden Kirchengemeinden in Polen bildeten 1920 die Evangelische Kirche A. u. H. B. in Kleinpolen (Kościoł Ewangelicki Augsburskiego i Helweckiego Wyznania w Małopolsce) mit drei lutherischen regional zuständigen und einem reformierten Seniorat und unter einem Superintendenten, zuletzt Theodor Zöckler, mit insgesamt gut 33.000 Mitgliedern. 1923 traten die meist polnischsprachigen Lutheraner des Krakauer Gebiets und des polnischen Teils des Teschener Landes zur Evangelisch-Augsburgischen Kirche in Polen über.
In den 1920er Jahren umfasste die Evangelisch-Augsburgische Kirche in Polen etwa 400.000 Mitglieder, etwa 1,3 Prozent der damaligen polnischen Bevölkerung.

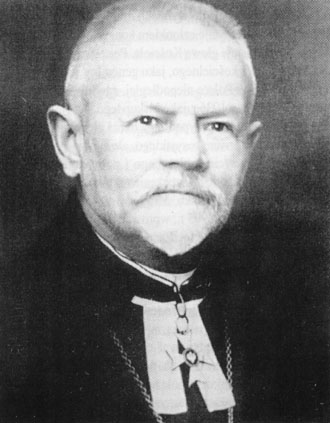
Der Generalsuperintendent der Evangelisch-Augsburgischen Kirche Juliusz Bursche (um 1938)

Im Jahre 1939 war die Evangelisch-Augsburgische Kirche in Polen in 118 Gemeinden mit 40 Filialkirchen unterteilt. Es amtierten 179 Pastoren, und als Religionslehrer u. a. waren außerdem 41 Geistliche tätig. Es gab zehn Diözesen, an deren Spitze der Senior als geistliches Oberhaupt stand.
Der Zweite Weltkrieg unterbrach den Prozess der kirchlichen Stabilisierung. In den Konzentrationslagern und Gefängnissen kamen etwa 30 Prozent der evangelischen Geistlichen Polens ums Leben, unter ihnen auch der langjährige Generalsuperintendent Juliusz Bursche.

### Volksrepublik Polen 1945–1990
Durch Vertreibung und Abwanderung der deutschen Bevölkerung aus den westlichen Gebieten Polens sank der Anteil der evangelischen Bevölkerung in Polen erheblich. In den neu erworbenen Regionen Schlesien, Ostpreußen und Pommern wurden so gut wie alle evangelischen Kirchbauten enteignet und in katholische Kirchen umgewandelt. Dem Inneren dieser Gotteshäuser wurde entsprechend ein katholisches Aussehen gegeben und nach römischen Vorschriften umgestaltet.
Bis in die 1970er Jahre hinein hatte das Bekenntnis zu evangelischen Konfessionen erhebliche gesellschaftliche Nachteile zur Folge. Nicht zuletzt dies war ein Grund für die anhaltende Aussiedlung.

### Republik Polen seit 1990
Das Verhältnis zwischen dem Staat und der Evangelisch-Augsburgischen Kirche in Polen regelt ein Gesetz, das am 13. Mai 1994 vom polnischen Parlament verabschiedet wurde.